# 网络安全和基础设施安全局
网络安全和基础设施安全局（英語：Cybersecurity and Infrastructure Security Agency，简称CISA）是美國國土安全部的组成部門，负责各级政府的网络安全和基础设施保护，与各州协调网络安全计划，并加强政府对私人和国家黑客的网络安全防护。